# Декановец
Декановец је градић и средиште општине, која обухвата само једно насеље, у Међимурју, Хрватска.
До нове територијалне организације у Хрватској, подручје Декановца припадало је старој општини Чаковец. Данас је Декановец општина у саставу Међимурске жупаније.

## Становништво
На попису становништва 2011. године, општина, одн. насељено место Декановец је имала 774 становника.

## Попис1991.
На попису становништва 1991. године, насељено место Декановец је имало 941 становника, следећег националног састава:
| Попис 1991.‍ | Попис 1991.‍ | Попис 1991.‍ | Попис 1991.‍ | Попис 1991.‍ |
| ----------- | ----------- | ----------- | ----------- | ----------- |
|             |             |             |             |             |
| Хрвати      | Хрвати      |             | 933         | 99,14%      |
| Словенци    | Словенци    |             | 2           | 0,21%       |
| Мађари      | Мађари      |             | 1           | 0,10%       |
| непознато   | непознато   |             | 5           | 0,53%       |
| укупно: 941 |             |             |             |             |